# Usclas-du-Bosc
Usclas-du-Bosc è un comune francese di 124 abitanti situato nel dipartimento dell'Hérault nella regione dell'Occitania.

## Società

### Evoluzione demografica
Abitanti censiti